# Gorillaz
 Der er for få eller ingen kildehenvisninger i denne artikel, hvilket er et problem. Du kan hjælpe ved at angive troværdige kilder til de påstande, som fremføres i artiklen.

Gorillaz er et britisk virtuelt tegneserieband, der har fire fiktive animerede medlemmer, ), 2D (vokal og tangentinstrumenter), Noodle (guitar), Murdoc Niccals (basguitar) og Russel Hobbs (trommer). Orkesteret er dannet af sanger og sangskriver Damon Albarn (kendt fra Blur) og kunstneren Jamie Hewlett. Albarn er den eneste faste musikalske bidragsyder, og mange af bandets numre skabes i samarbejde med forskellige kunstnere, for eksempel nummeret »Feel Good Inc.«, der blev lavet i samarbejde med hip-hop-gruppen De la Soul og produceren Danger Mouse. Tekstmæssigt har bandets numre ofte samfundskritiske og dystopiske temaer som miljøets tilstand, massekultur og trusler mod intellektuel frihed.
Gorillaz optræder på deres pladeomslag, i musikvideoer og på plakater som tegneseriefigurer. Til en koncert havde de forberedt et hologramshow, hvor tegneseriefigurerne så ud til at stå på scenen og spille. Denne koncert blev dog aflyst, pga. budgetproblemer.

## Karakterer i Gorillaz

### 2D
Stuart Harold Pot, bedre kendt som 2D, er forsanger i Gorillaz. Han er født i Storbritannien i 1978. Han er blå håret og mere eller mindre hjerneskadet.
Han er ikke stifteren af Gorillaz, det er Murdoc Niccals (bassisten). Ud over at være bandets vokalist, spiller 2D desuden keyboard.
Inden Gorillaz blev grundlagt, mødte han Murdoc Niccals. Han arbejdede i sin onkel Norms butik, da Murdoc brød ind i butikken, ved at køre gennem vinduet med sin Vauxhall Astra. Han ramte -D i hovedet, som smadrede hans ene øje. Dette slår 2D i koma, og Murdoc får den straf, at skulle tage sig af ham 10 timer om ugen. En dag bliver det dog for meget for Murdoc, da han er ude at køre med 2D, så han bremser hårdt op. Stuart smadrer hovedet ind i forruden, smadrer sit andet øje, og vågner mirakuløst op af sin koma med sorte øjne og som en keyboardtroldmand med en stemme af smør. Uheldigvis er han så også blevet delvist hjerneskadet, og lider af migræne, efter de to hårde slag i hovedet. Murdoc omdøber ham til 2D (som står for Two Dents), og Gorillaz er dannet.
Karakteren er baseret på Damon Albarns ven Stuart Lowbridge. Stemmen indtales af Kevin Bishop.

### Murdoc Niccals
Murdoc Alphonce (senere ændret til Faust) Niccals (født 6. juni 1966 i Stoke-on-Trent, Storbritannien) er den selvproklamerede leder af Gorillaz, som han omtaler som "mit band".
Murdoc er selvlært bassist. Han er en satanist og går med et omvendt kors, og idoliserer satan. Han elsker at være ond mod 2D, og drikker og ryger meget i løbet af en dag. Murdoc ses spille på flere forskellige basser i Gorillaz' talrige videoer. Hans yndlings er, efter sigende, den der ses i nummeret Feel Good Inc, som han fik af djævlen selv. I historien bag Plastic Beach albummet var det Murdoc som gassede 2D og bortførte ham, så de kunne lave deres nye album. For at fortælle folk om det nye album, havde han sin egen radiostation i fyrtårnet på øen som kan ses på albumcoveret.
Han havde (ret kortsigtet) tænkt sig at kalde alle sangene på albummet "Stinkfish". Han er desuden ret kvinde-glad. I 2018 blev Murdoc sent i fængsel.
Karakteren er baseret på Keith Richards, Victor Frankenstein og Creeper fra Scooby Doo. Stemmen indtales af Phill Conwell

### Noodle
Noodle er guitarist og sangerinde i Gorillaz. Hun er japansk og desuden buddhist. Hun blev fundet af bandets medlemmer i en kasse, langt før Gorillaz blev dannet. Hun har et nært forhold til forsangeren 2D og trommeslageren Russel Hobbs. Til gengæld er hun ikke så glad for bassisten Murdoc.
Hun kom ud for en ulykke i "El Manãna" videoen. Den flyvende ø i videoen styrtede ned imellem to kløfter, hvor Noodle så hoppede af med faldskærm. Hun kom så hen på en Titanic-lignende båd, og boede der i et stykke tid. Senere kom der pirater til angreb. Noodle var heldigvis forberedt med en Thompson maskinpistol. Det lykkedes hende at skyde et fly ned, og Noodle nåede fra båden og svømmede hen til en redningsbåd, med kun sin guitar og rygsæk. Noodle har ikke et rigtig navn.
Stemmen indtales af Haruka Kuroda og sangstemme af Miho Hatori.

### Russel Hobbs
Russel Hobbs er trommeslager i Gorillaz.
Han har et meget nært forhold til Noodle. Han har mistet en af sine bedste venner Del The Ghost Rapper som optræder i musikvideoerne "Clint Eastwood","Rock Da House" og "Deltron Zero". Del The Ghost Rapper dukker kun op når Russel falder i søvn.
Russel har vredesproblemer og er derfor afhængig af Xanax piller. I Gorillaz' album "Plastic Beach" er Russel blevet til en gigant og må sidde udenfor øen. Russels øje er hvide fordi hans bedste ven, Del The Ghost Rapper, kom ind i hans krop da han blev skudt.
Karakteren er baseret på Ice Cube. Stemmen indtales af Remi Kabaka Jr.

### Del The Ghost Rapper
Del The Ghost Rapper er Russels bedste ven. Han har været med i tre af Gorillaz' musikvideoer. Del og Russel er blevet taget fra hinanden af Manden med leen, og Del sidder nu fast i efterlivet. Hans kendetegn er en T-Shirt med røde striber på ærmerne, medallion og gul kasket. Del er baseret på rapperen Del Tha Funkee Homosapien, som også ligger stemme til ham.

### Paula Cracker
Paula Cracker var den første guitarist i Gorillaz. Hun var i en periode 2D's kæreste, men blev smidt ud af bandet efter at Russel havde fundet hende og Murdoc på et toilet, i gang med at have sex. Hun nåede kun at være med til at producere nummeret "Ghost Train" som kan findes på G-Sides (2002).
Stemmen indtales af Tanyel Vahdettin, kun i The Rise Of The Ogre.

### The Boogieman
The Boogieman er den dæmon som Murdoc har fået til at kidnappe 2D. Han er en bedrager, en plattenslager og snyder. Man kan se ham i "Stylo", "On Melancholy Hill" og "Do Ya Thing" videoen, og også i en animationsvideo hvor Murdoc fortæller baghistorien bag "Plastic Beach" albummet. Her ses han bedøve og bortføre 2D i video.

### Ace
Ace var den anden bassist i Gorillaz. Han er leder af ganggreen gang fra Powerpuff Pigerne. Han er nevø til Murdoc Niccals og ses kun i "The Now Now" musikvideoen.
Hans stemme indtales af Jeff Bennett.

### Cyborg Noodle
Cyborg Noodle er en robot som blev skabt af Murdoc Niccals, og er den tredje guitarist i Gorillaz. Hun blev kun set i "Plastic Beach" musikvideoerne, og musikvideoen til The Lost Chord.

### Mike The Monkey
Mike The Monkey er Noodles kæledyr abe.

### Sebastian Jacob Niccals
Sebastian Jacob Niccals er Murdocs papfar. Han er en teaterchef og ses kun i "The Rise Of The Ogre".

## Diskografi
Studiealbums
- Gorillaz (2001)
- Demon Days (2005)
- Plastic Beach (2010)
- The Fall (2010)
- Humanz (2017)
- The Now Now (2018)
- Song Machine (2020)
- Cracker Island (2023)